# 维也纳 (南达科他州)
维也纳（英語：Vienna），是美国南达科他州下属的一座城市。根据2010年美国人口普查，该市有人口44人。论人口在本州排行第284。